# Brian Swink
Brian Swink   (Fenton, c. 1973 - Inverness, 17 de maig de 2018) va ser un pilot professional de motocròs nord-americà. Va competir als Campionats AMA entre el 1990 i el 1997 i en va guanyar dos títols de supercross de 125cc consecutius els anys 1991 i 1992. Swink es va morir a la seva residència de Florida el 2018, a 45 anys.

## Palmarès
Títols per any
| Any  | Equip  | Campionat      | Classe       |
| ---- | ------ | -------------- | ------------ |
| 1991 | Honda  | AMA Supercross | 125cc (East) |
| 1992 | Suzuki | AMA Supercross | 125cc (East) |